# مغناطيسية معاكسة

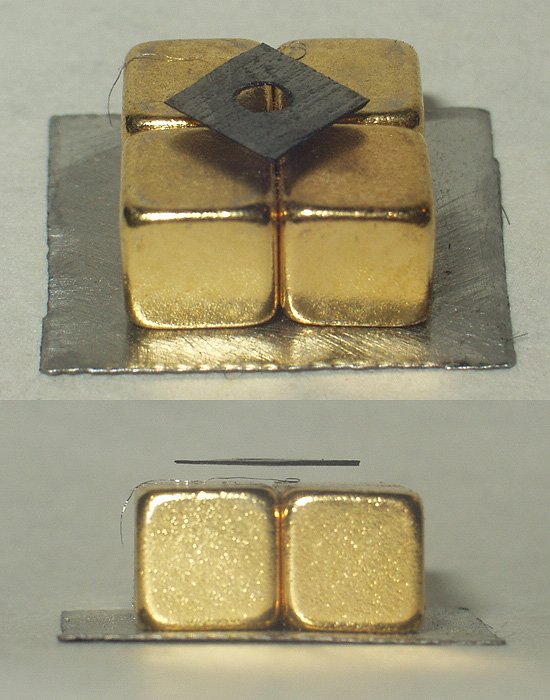
استرفاع كربون التحلل الحراري

المغناطيسية المعاكسة أو المغناطيسية المغايرة أو المغنطيسية المغايرة  أو الدايامغنطيسية (بالإنجليزية: Diamagnetism)‏ هي خاصية مادة تسبّب إنشاء حقل مغناطيسي يعارض تأثير أي حقل مغناطيسي يؤثّر من الخارج فيُنتج قوة تنافر بين المادّة ومصدر الحقل الخارجي. تحديداً يغيّر الحقل المغناطيسي الخارجي سرعة مدار الإلكترونات حول نوى الذرات، فيغيّر بذلك العزم المغناطيسي للذرات.
وبحسب قانون لنتس يعارض الحقل المولَّدُ الحقل المولِّدَ. المغناطيسات المغايرة هي من صفات مواد ذات نفاذية كهرومغناطيسية أقل من نفاذية الفراغ أي ذات نفاذية كهرومغناطيسية نسبية أقل من 1. نتيجة عن ذلك فهذا النوع من المغناطيسية يتواجد حصرياً حين تكون المواد تحت تأثير حقل كهرومغناطيسي خارجي. وفي معظم المواد يكون تأثيرها ضعيفاً إلا في المواد ذات الموصلية الفائقة حيث يكون تأثير المغناطيسية المغايرة قويّاً.
تسبّب المواد ذات المغناطيسية المغايرة خطوط التدفق المغناطيسي أن تنحني بعيداً عنها، وتستطيع المواد فائقة النفاذية أن تبعدهم تماماً باستثناء طبقة رفيعة عند سطح تلك المواد.

## مواد ذات مغناطيسية مغايرة
من المواد ذات المغناطيسية المغايرة في الظروف الطبيعية (مثل درجة حرارة الغرفة) البزموث والجرافيت

## استرفاع

جرافيت معالج حراريا له صفات المغناطيسية المغايرة ، تجعله يحوم فوق مغناطيس قوي.

ويتسم الجرافيت المعالج حراريا بطريقة التفكيك الحراري أو التحلل الحراري بخاصية انه يكون ذو مغناطيسية مغايرة في الاتجاه البلوري العمودي على القاعدة السداسية . وعند وضع قطعة من الجرافيت المعالج حراريا بتلك الطريقة فوق مغناطيس ذاتي مثل مغناطيس الحديد والنيوديم والبور فنجد أن قطعة الجرافيت تحوم فوق المغناطيس.

## اقرأ أيضا
- مغناطيسية مسايرة
- مغناطيسية حديدية
- مغناطيس
- عزم مغناطيسي
- عزم مغزلي